# Cantanhede e Pocariça
Cantanhede e Pocariça (oficialmente: União das Freguesias de Cantanhede e Pocariça) é uma freguesia portuguesa do município de Cantanhede, com 54,09 km² de área e 8831 habitantes (censo de 2021). A sua densidade populacional é 163,3 hab./km².

## História
Foi constituída em 2013, no âmbito de uma reforma administrativa nacional, pela agregação das antigas freguesias de Cantanhede e Pocariça da qual é a sede.

## Demografia
A população registada nos censos foi:
| Distribuição da População por Grupos Etários | Distribuição da População por Grupos Etários | Distribuição da População por Grupos Etários | Distribuição da População por Grupos Etários | Distribuição da População por Grupos Etários | Distribuição da População por Grupos Etários |
| -------------------------------------------- | -------------------------------------------- | -------------------------------------------- | -------------------------------------------- | -------------------------------------------- | -------------------------------------------- |
| Antes da agregação                           |                                              |                                              |                                              |                                              |                                              |
| Ano                                          | 0-14 anos                                    | 15-24 anos                                   | 25-64 anos                                   | >= 65 anos                                   | Total                                        |
| 2001                                         | 1271                                         | 1217                                         | 4385                                         | 1356                                         | 8229                                         |
| 2011                                         | 1379                                         | 917                                          | 4860                                         | 1683                                         | 8839                                         |
| Após a agregação                             |                                              |                                              |                                              |                                              |                                              |
| Ano                                          | 0-14 anos                                    | 15-24 anos                                   | 25-64 anos                                   | >= 65 anos                                   | Total                                        |
| 2021                                         | 1270                                         | 886                                          | 4602                                         | 2073                                         | 8831                                         |